# Cumia sunderlandi
Cumia sunderlandi is een slakkensoort uit de familie van de Colubrariidae. De wetenschappelijke naam van de soort is voor het eerst geldig gepubliceerd in 1995 door Petuch.